# 스즈키 다쓰야 (1993년)
스즈키 다쓰야(일본어: 鈴木 達也, 1993년 7월 8일 ~ )는 일본의 전 축구 선수이다.

## 구단 경력
그는 2016년부터 2019년까지 J리그의 그루자 모리오카에서 활동하였다.